# Эрехтей (Еврипид)
«Эрехтей» или «Эрехфей» (др.-греч. Ἐρεχθεύς) — трагедия древнегреческого драматурга Еврипида на сюжет, связанный с аттическими мифами. Её текст сохранился только фрагментарно.

## Судьба пьесы
Время написания и постановки пьесы антиковеды определяют, исходя из сообщения Плутарха о том, что афиняне и спартанцы во время перемирия 423—422 годов до н. э. часто собирались вместе и слушали, как хор поёт «Пусть бы копьё, паутиной обвитое, вечно лежало…». Благодаря Стобею известно, что это строка из «Эрехтея». Соответственно трагедия была поставлена на сцене во время Великих Дионисий 423 или 422 года до н. э. Этого мнения придерживается большинство исследователей, но есть и альтернативные гипотезы — в частности, о времени после Никиева мира 421 года до н. э.
После первой постановки пьесы она обрела определённую известность в греческом мире. На это могут указывать краснофигурная роспись на пелике, найденной близ Гераклеи в Великой Греции (конец V века до н. э.), цитирование монолога Праксифеи Ликургом в речи против Леократа (330-е годы до н. э.), создание Квинтом Эннием латинской версии трагедии (II век до н. э.). По данным Лукиана, Эрехтея часто играли актёры и мимы его эпохи (II век н. э.). При этом в канонический список пьес Еврипида «Эрехтей» не вошёл, а потому в эпоху поздней античности и средневековья его текст был почти полностью утрачен. Долгое время были известны только 25 отрывков, которые составляли в общей сложности 130 строк.
Ситуация изменилась в 1960-х годах, когда из картонажа мумии, хранившейся в Сорбонне, был извлечён большой папирусный текст. Он содержал около 100 прежде неизвестных строк «Эрехтея», так что с этого момента антиковеды располагают примерно одной шестой частью текста пьесы.

## Сюжет
Заглавный герой трагедии — мифологический персонаж, царь Аттики, основатель Афин. В сражении с элевсинским царём Евмолпом он ради победы принёс в жертву дочерей и сам погиб в схватке. Еврипид первым и единственным из греческих драматургов использовал этот сюжет, который к тому же на тот момент не был разработан должным образом. Исследователи пытаются восстановить детали на основании сохранившихся фрагментов пьесы, но мнения о перспективности этого начинания расходятся. Существует мнение, что именно Еврипид связал Евмолпа с фракийцами, перестав упоминать Элевсин в контексте эрехтеева сюжета. Предположительно именно он ввёл в литературу мотив жертвоприношения царской дочери как обязательного условия победы над врагом.